# Valmet
Valmet Oyj es una empresa finlandesa y desarrolladora y proveedora de tecnologías, sistemas de automatización y servicios para las industrias de pulpa, papel y energía. La historia de Valmet como operador industrial se remonta a más de 200 años. Antes propiedad del Estado de Finlandia, Valmet renació en diciembre de 2013 con la fusión de los negocios de pulpa, papel y energía de la Corporación Metso. Valmet se organiza en torno a cuatro líneas de negocio: servicios, celulosa y energía, papel y automatización. Los servicios de Valmet incluyen subcontratación de mantenimiento, mejoras de molinos y plantas de energía y repuestos. La compañía proporciona tecnología para fábricas de pulpa, papel tisú, cartón y papel y plantas de bioenergía. En el área de la automatización, los productos de Valmet abarcan desde mediciones individuales hasta proyectos de automatización llave en mano en todo el molino. Las operaciones de Valmet se dividen en cinco áreas geográficas: Norteamérica, Sudamérica, EMEA, China y Asia-Pacífico. Valmet tiene operaciones en aproximadamente 30 países y emplea a 12,000 personas. Su sede se encuentra en Espoo, y figura en el Nasdaq Helsinki. En 2017, las ventas netas de Valmet totalizaron EUR 3.2 mil millones.

## Organización y productos
Valmet opera en unos 30 países y emplea a 12,000 personas. Los principales sitios de producción de Valmet son la fábrica Rautpohja en Jyväskylä, Finlandia, y las unidades en Karlstad y Sundsvall de Suecia y Xi'an y Shanghái de China . Rautpohja es el centro de las operaciones de ingeniería de máquinas de papel y cartón, la fabricación de componentes clave como cajas de entrada y los rollos más importantes, y el montaje de entregas de máquinas a Europa.
Valmet tiene cuatro líneas de negocio: servicios, automatización, celulosa y energía, y papel.
Servicios
La línea de negocios de Servicios de Valmet lleva a cabo mejoras y mejoras en la fábrica, servicios de rollo, servicios de ropa de máquinas de papel, telas de filtro, repuestos, servicios de ciclo de vida, soporte, optimización y acuerdos. Los clientes de los servicios operan principalmente en los campos de pulpa, cartón y papel, y producción de energía. Más de 2,000 de las 3,800 fábricas de pulpa y papel del mundo son clientes de Valmet. La línea de negocios tiene como objetivo mejorar la fiabilidad, la rentabilidad, la capacidad y la calidad de las operaciones de sus clientes ofreciendo soluciones    para reducir las emisiones, mejorar la seguridad de las operaciones y utilizar la energía, el agua y las materias primas de manera más eficiente. Valmet tiene una red global de 70 centros de servicio. Las áreas de mercado más importantes de la línea de negocios de Servicios son EMEA y Norteamérica.
Valmet es el más grande o el segundo más grande en el mercado de servicios, mientras que su participación en el mercado es de aproximadamente el 14% de todo el mercado, que se estima en alrededor de 8 mil millones de euros.
Los mayores competidores de Valmet a nivel mundial en el mercado de Servicios son Andritz, Voith y Metso Outotec, mientras que otros competidores como Sandusky, Albany, Joh. Clouth, Leripa, Aikawa y AstenJohnson, se han centrado en segmentos de productos específicos. Otros competidores tienen una oferta limitada en comparación con Valmet. Estos incluyen Kadant, SchäferRolls, MWN, Bellmer, Hannecard y Papcel que operan regional o globalmente y Jinni, Wuxi Refine Tech, Richter, Beijing Up-Tech, TTT y AGW, que tienen una fuerte posición local en su propio nicho.
Automatización
La línea de negocios de Automatización de Valmet ofrece soluciones de automatización. que van desde mediciones individuales hasta proyectos de automatización llave en mano de fábrica. Sus productos principales incluyen analizadores y dispositivos de medición, sistemas de automatización, sistemas de visión, sistemas de control de calidad y soluciones de rendimiento y servicio. Los principales grupos de clientes son la industria de pulpa y papel, otras industrias de procesos, compañías de energía, la industria marina y las industrias de petróleo y gas. Más de 1,000 plantas de energía utilizan las soluciones de automatización de procesos de Valmet. La unidad tiene como objetivo mejorar la rentabilidad de sus clientes al mejorar sus operaciones de producción y mejorar su eficiencia energética, material y de costos.
El tamaño estimado del mercado de automatización de pulpa y papel en 2015 fue de aproximadamente mil millones de euros, mientras que la participación de Valmet fue de aproximadamente el 20%. Fue líder del mercado en el mercado de analizadores y mediciones, mientras que dentro de los sistemas de gestión de calidad Valmet fue el número uno o dos en el mercado y en el mercado de sistemas de control distribuido fue el segundo más grande. Además, el valor de mercado del negocio de energía y procesos era de aproximadamente mil millones de euros, de los cuales la participación de Valmet era del 10%. Fue el número dos en el negocio marítimo de alta gama y el número cuatro en el negocio de generación de energía junto con sus socios.
Los mayores competidores de Valmet en el mercado de sistemas de control distribuido son ABB, Honeywell, Emerson, Siemens y Yokogawa, tanto en automatización de pulpa y papel como en energía y procesos. En el área de automatización de pulpa y papel, los principales competidores en el mercado de sistemas de gestión de calidad son ABB, Honewell, Voith, Paperchine, Procemex, Cognex e Isra Vision, mientras que ABB y BTG compiten con Valmet en el mercado de analizadores y mediciones.
Pulpa y Energia
La línea de negocio de Celulosa y Energía de Valmet proporciona tecnologías y soluciones para la producción de pulpa y energía, así como la conversión de biomasa. Los productos de la línea de negocios se pueden dividir en tres categorías principales.
Producción de pulpa
Los proyectos de plantas de celulosa abarcan desde la entrega de máquinas y equipos individuales hasta el suministro de líneas de producción completas. La pulpa se usa para producir diferentes tipos de papel, incluyendo cartón, papel tisú y papel de impresión. También se utiliza en viscosa y productos de higiene . Los clientes comerciales de pulpa de Valmet incluyen productores de pulpa mecánica y química, así como empresas de la industria de tableros . En los últimos años, se han adquirido nuevos clientes, particularmente en América del Sur y Asia. Se requieren muchas máquinas diferentes para las diversas fases del proceso de producción de pulpa. Valmet suministra tecnología para todas estas fases.
Valmet compite por la posición de líder en el mercado de pulpa con Andritz . En 2015, la cuota de mercado de Valmet era de aproximadamente el 40%, mientras que el tamaño de todo el mercado era de unos 1.400 millones de euros.
Valmet apoya las soluciones energéticas de sus clientes.    suministrando y mejorando plantas de calderas para la combustión de biomasa, calderas de lecho fluidizado que usan biomasa, carbón, materiales reciclados y desechos clasificados como combustible, y calderas de gas y petróleo. Valmet también proporciona sistemas completos de generación de calor y energía y plantas de energía, así como sistemas de protección ambiental para controlar la calidad del aire. Los clientes de la línea de negocios incluyen municipios, empresas de servicios públicos y empresas en las industrias de energía, procesos, pulpa y papel. Las principales áreas de mercado son los países nórdicos y EMEA.
La posición de Valmet en el mercado de producción de energía se encuentra entre las 3 mejores. Entre 2011 y 2015, su participación en los pedidos de calderas de biomasa fue de aproximadamente un 20%, excluyendo a China. El tamaño del mercado era de unos 2 mil millones de euros.
Los principales competidores de Valmet en el mercado energético son Andritz, Amec Foster Wheeler y Babcock & Wilcox.
Tecnologías de conversión de biomasa
Valmet anticipa la creciente importancia de la biomasa como materia prima en muchas industrias. La biomasa se puede utilizar para producir energía renovable y productos reciclables como papel, pulpa, cartón y papel tisú. Para prepararse para esto, Valmet ha desarrollado nuevas tecnologías para mejorar la utilización de la biomasa. Dichas tecnologías incluyen la tecnología de recuperación de lignina LignoBoost, la tecnología de pirólisis para producir biocombustible renovable y la gasificación indirecta de biomasa que convierte la biomasa en biometano, que puede usarse como reemplazo del gas natural.
Papel
Los clientes de la línea de negocios Valmet's Paper operan en las industrias de cartón, papel tisú y papel. Valmet suministra a sus clientes máquinas y equipos y realiza reconstrucciones de máquinas. Los clientes de la línea de negocios Paper fabrican cartón, papel tisú y papel, y los procesan en envases, pañuelos, toallas desechables, papel higiénico y papel para escribir e imprimir. Los clientes de las nuevas máquinas de cartón y papel se encuentran principalmente en China y Asia-Pacífico, mientras que las reconstrucciones a menudo se entregan a Europa y América del Norte.
Los principales competidores de Valmet en el mercado del papel son Voith, Andritz y Toscotec. Los competidores en el mercado de tableros y en el mercado de papel son Voith, Bellmer y PMT.
Valmet es líder del mercado en tejidos (cuota de mercado del 35%, tamaño de mercado estimado de 0.7 mil millones de euros), cartón (cuota de mercado del 40%, tamaño de mercado de mil millones) y papel (cuota de mercado del 40%, tamaño de mercado de 0.3 mil millones).

## Socios
Valmet hace tres tipos de compras. Adquiere motores y rodamientos directamente de fabricantes comerciales. Las piezas diseñadas por Valmet también se fabrican en fábricas asociadas. La adquisición del proyecto incluye suministros enviados directamente a los sitios de instalación. Valmet realiza compras de fuentes que son lo más locales posible. Por ejemplo, el área de la fábrica de Rautpohja es también el hogar del taller de ingeniería de Rautpohjan Konepaja, que fabrica estructuras de acero para Valmet y otros operadores. La mayoría de las compras las realiza la organización de compras, que consiste en un equipo global de 100 empleados. El gasto total de Valmet en compras directas es de entre 1 y 2 mil millones de euros anuales, que proviene de miles de proveedores en más de 50 países.

## Historia
Raíces en el siglo XVIII
La historia de la compañía se remonta a la década de 1750 cuando se estableció un pequeño astillero en la fortaleza de Sveaborg (ahora llamada Suomenlinna ) en las islas fuera de Helsinki, en ese momento parte de la provincia de Nyland en Suecia. A principios del siglo XX terminó bajo la propiedad del estado finlandés y se convirtió en parte de Valmet. Tamfelt se estableció en 1797 y se convirtió en uno de los principales proveedores de textiles técnicos. Estas operaciones ahora son parte de la línea de negocios de Servicios de Valmet.
Varias de las compañías que forman parte de la nueva Corporación Valmet que nació en la década de 2010 datan del siglo XIX. El Karlstad Mekaniska Werkstad (KMW) en Suecia comenzó en 1865. Beloit Corporation comenzó en 1858 como una fundición en la ciudad de Beloit, Wisconsin, EE. UU. Sunds Bruk, el predecesor de Sunds Defibrator Industries Ab, se estableció en Suecia en 1868.
Creación de Valmet después de la Segunda Guerra Mundial
Las raíces de Valmet nacieron en 1944 cuando las fábricas de suministros militares de propiedad estatal, previamente controladas por el Ministerio de Defensa de Finlandia, se trasladaron al Ministerio de Comercio e Industria. Esto se hizo porque el Armisticio de Moscú limitó en gran medida la cantidad de personal militar finlandés, y se temía que la Unión Soviética pudiera querer incluir la fuerza laboral de la industria de armas en estos cálculos. El Parlamento de Finlandia actuó rápidamente para tomar la decisión.
En 1946, varios talleres de metal propiedad del estado finlandés se fusionaron para formar Valtion Metallitehtaat ( en inglés: State Metalworks   ), abreviado como ValMet . La nueva compañía llegó a incluir varias fábricas de metales que fabricaban productos de reparación de guerra para la Unión Soviética en diferentes partes de Finlandia. En el año de su creación, la compañía tenía unos 6.200 empleados.
A principios de 1951, el grupo Valtion Metallitehtaat pasó a llamarse Valmet Oy. Las diversas fábricas, que anteriormente habían fabricado buques de guerra, aviones y piezas de artillería, pasaron años encontrando sus nuevos propósitos. La conversión de una artillería en un fabricante de máquinas de papel fue un éxito, pero las restricciones a la importación crearon serios obstáculos en su ruta hacia los mercados occidentales. Las operaciones de astilleros de la compañía fueron a menudo, y desfavorablemente, en comparación con las de Wärtsilä. La industria de los aviones se mantuvo para fortalecer la seguridad nacional, pero no fue rentable. Sin embargo, la sucursal hizo una contribución sólida al desarrollo de productos de Valmet y diseñó, entre otras cosas, el transportador de horquillas usado en los puertos y fabricado como parte de las reparaciones de guerra de Finlandia. Durante décadas, todo el conglomerado buscó nuevos campos, como la fabricación de automóviles o instrumentación. El control de calidad moderno de las operaciones de producción ingresó a la industria manufacturera finlandesa a través de las operaciones de Valmet, por ejemplo, en sus fábricas de automóviles. La política nacional influyó fuertemente en la gestión y la toma de decisiones en la empresa.
Valmet comenzó a fabricar máquinas de papel en las antiguas obras de artillería Rautpohja en Jyväskylä, Finlandia a principios de la década de 1950 y entregó su primera máquina de papel en 1953. Valmet se convirtió en un proveedor de máquinas de papel de importancia internacional a mediados de la década de 1960, cuando entregó varias máquinas a los principales países de la industria del papel del mundo.
En 1961, Valmet tenía 8.841 empleados.
1980: privatización de la corporación estatal
Valmet tenía astilleros en Turku y Helsinki (primero en el distrito de Katajanokka, luego en Vuosaari ). En 1986, Valmet vendió sus operaciones de construcción naval a Wärtsilä Oy, que las fusionó con sus propios astilleros para formar Wärtsilä Marine . La empresa fue declarada en quiebra en 1989. Las operaciones continuaron bajo los nombres de Masa Yards Oy, Kvaerner Masa-Yards Oy, Aker Yards Oy, Aker Finnyards Oy, STX Finland Oy y actualmente como Meyer Turku Oy .
En relación con la transacción del astillero, Valmet compró a Wärtsilä una unidad de maquinaria de acabado de papel ubicada en Järvenpää, Finlandia. Junto con las propias unidades de fabricación de máquinas de papel de Valmet, la unidad de Järvenpää formó Valmet Paperikoneet Oy, que luego compró las operaciones de fabricación de máquinas de cartón de Tampella en 1992.
En 1986, la unidad de fabricación de armas de Valmet en Jyväskylä fue transferida a SAKO-Valmet Oy, que luego pasó a llamarse SAKO-Oy. La compañía es actualmente propiedad del fabricante italiano de armas Beretta.
Valmet vendió sus operaciones de fabricación de tractores, máquinas forestales y vehículos de transporte a Sisu Auto en 1994. En 1997, Sisu Auto se vendió a Partek, y los tractores se hicieron conocidos como Valtra Valmet, y más tarde Valtra . En 2002, Kone Corporation compró Partek, y en 2004 vendió Sisu a Suomen Autoteollisuus Oy, formada por un grupo de inversores privados finlandeses y la dirección de la empresa.
En 1988, Valmet tenía 17,405 empleados.
Valmet y Rauma se fusionan como Metso
En julio de 1999, Valmet Corporation y Rauma Corporation ("Rauma") se fusionaron para formar una nueva compañía. Inicialmente llamado Valmet-Rauma Corporation, el nombre fue cambiado a Metso Corporation en agosto de 1999. En el momento de la fusión, Valmet era un proveedor de máquinas de papel y cartón, mientras que Rauma se centró en tecnología de fibra, trituración de rocas y soluciones de control de flujo. La fusión produjo un proveedor de equipos que sirve a la industria global de procesos. Las acciones de Metso se cotizaron en la Bolsa de Helsinki, que reemplazó las cotizaciones de sus compañías predecesoras.
En 2000, Metso adquirió la tecnología de fabricación de tejidos y papel de Beloit Corporation, así como sus operaciones de servicio en los Estados Unidos y Francia. En diciembre de 2006, Metso completó la adquisición de los negocios Pulping and Power del noruego Aker Kvaerner ASA . La adquisición tuvo como objetivo mejorar aún más la capacidad de la compañía para servir a las industrias de pulpa y papel como un socio de entrega llave en mano, y para responder a las oportunidades comerciales creadas por las tecnologías de generación de energía y biomasa. A finales de 2009, Metso adquirió Tamfelt Corporation, uno de los principales proveedores mundiales de textiles técnicos.
Valmet renacido
El 1 de octubre de 2013, una reunión general extraordinaria de Metso tomó la decisión de dividir a Metso en dos compañías: Valmet y Metso. Después de la fusión el 31 de diciembre de 2013, los negocios de pulpa, papel y energía de Metso formaron la nueva Corporación Valmet, mientras que los negocios de minería, construcción y automatización permanecieron con Metso.
Jukka Viinanen fue elegido presidente de la junta directiva de Valmet. Viinanen había servido como miembro de la junta de Metso de 2008 a 2013, y como presidente desde 2009.
En abril de 2015, Valmet presentó un nuevo negocio: sistemas de automatización, junto con sus negocios existentes de pulpa, máquina de papel y calderas. Valmet completó una transacción de 340 millones de euros con Metso para comprar su sistema de automatización de procesos y unidad de servicio (PAS). Aproximadamente el 80 por ciento de los clientes de la unidad ya hicieron negocios con Valmet. Con la transacción, Valmet esperaba poder ofrecer paquetes de productos y servicios aún más completos. La adquisición permitirá a Valmet aumentar constantemente los volúmenes de negocios, mejorando la rentabilidad. En el momento de la transacción, la unidad PAS empleaba a 1.600 personas. Sus ventas netas totalizaron EUR 300 millones en 2013.
En julio de 2015, Valmet anunció la adquisición del negocio de rebobinado de papel de seda de Massimiliano Corsini. Las ventas netas de la unidad de 33 empleados en Pescia, Italia, se han mantenido estables en 10 millones de euros en los últimos años.
En marzo de 2015, Bo Risberg de Suecia reemplazó a Jukka Viinanen como presidente de la junta directiva de Valmet. Anteriormente, Risberg había ocupado un alto cargo en ABB y el cargo de director gerente de la empresa de suministros para la construcción Hilti . También ocupa puestos de confianza en Piab Holding, Grundfos Holding y Trelleborg, entre otros. Los miembros de la junta son el vicepresidente Mikael von Frenckell, Lone Fønss Schrøder, Friederike Helfer, Pekka Lundmark, Erkki Pehu-Lehtonen y Rogerio Ziviani. Pekka Lundmark luego renunció a la junta luego de ser nombrado CEO de Fortum Corporation.
En 2015, las ventas netas de Valmet ascendieron a 2900 millones de euros.

## Investigación y desarrollo
Valmet tiene una larga historia como innovador en los campos de generación de pulpa, papel y energía. En este momento, los esfuerzos de investigación y desarrollo de Valmet se centran en soluciones rentables, modulares y estandarizadas para garantizar el uso eficiente de la energía, el agua y las materias primas y para reducir los costos totales de los clientes. Las tecnologías de conversión de biomasa forman otra área de enfoque. El trabajo de investigación y desarrollo se realiza principalmente en las operaciones finlandesas y suecas de la compañía. Sin embargo, una gran parte del trabajo se lleva a cabo en estrecha cooperación con clientes, institutos de investigación y universidades. En 2017, Valmet tenía una cartera de propiedad intelectual que incluía alrededor de 1.400 innovaciones.

## Política de recursos humanos
A partir de 2015, la unidad Rautpohja de Valmet en Jyväskylä, Finlandia, adoptó una política de no fumar. La política tiene como objetivo apoyar la salud del personal, disminuir los costos y mejorar aún más la imagen de la empresa como lugar de trabajo. Además de los empleados de Valmet, la política de no fumar también se aplica a los clientes y a todas las personas que trabajan en el área o la visitan. Aproximadamente 1,250 personas trabajan en la fábrica de Rautpohja, con 250 trabajadores adicionales empleados por 50 subcontratistas. Rautpohja tiene alrededor de cincuenta visitantes al día. Valmet apoya a sus empleados que desean dejar de fumar al compensarlos por algunos de los costos de medicamentos y productos de reemplazo de nicotina utilizados en el tratamiento de la adicción a la nicotina.
Para celebrar el centenario de Finlandia y los 220 años de historia de Valmet, el CEO de Valmet, Pasi Laine, decidió hacer algo para promover el empleo de los jóvenes en Finlandia en 2017. Por lo tanto, Valmet ofreció un lugar de capacitación para aproximadamente un centenar de jóvenes durante la primavera y el otoño de 2017. Además de esto, Valmet ofreció trabajos de verano para unos 500 jóvenes en Finlandia.
Laine también quería apoyar el progreso de las mujeres en la empresa, por lo que en la primavera de 2017, Valmet lanzó un programa de tutoría con catorce mujeres en los cargos superiores de Valmet que fueron tutoras de catorce estudiantes universitarias en Finlandia. El propósito del programa era alentar a los estudiantes a solicitar puestos en la industria de la tecnología. En 2017, una quinta parte de los empleados de Valmet eran mujeres.

## Productos históricos
Durante su larga historia, Valmet ha fabricado, por ejemplo, trenes, aviones, relojes y armas.